# Hendrikus Chabot
Pour les articles homonymes, voir Chabot.
Hendrik Chabot ou Henk Chabot, né le 2 août 1894 et mort le 2 mai 1949, est un peintre et sculpteur néerlandais.

## Biographie
Hendrik Chabot naît en 1894 à Sprang. Il est un fils de Willem Chabot et Johanna Aantje van den Hoven.
Enfant, il déménage avec ses parents à Rotterdam en 1906. Il suit des cours du soir à l'Académie des Beaux-Arts et des Sciences de Rotterdam, aujourd'hui connue sous le nom de Willem de Kooning Academie.
À partir de 1915, il restaure des tableaux, à partir de 1916 dans son propre atelier à Zuidblaak, et peu après dans la Wijnstraat.
En 1921-1922, il fait des voyages en Allemagne et en Autriche, et visite des musées, entre autres à Dresde, Munich et Vienne. Peu de temps après, il réalise ses premières sculptures. Il rejoint le Groupe d'artistes le Branding (surf) (fondé vers 1915, dissout en 1926). Plusieurs autres membres sont : L. van Kuyk, G. Ladage, T. Gits, B. Canter, J. Tielens, G. Rober, H. Bieling, M. en H. Richters, P. Begeer et Leendert Bolle. 
En 1927, il épouse Antonia (To) Tolenaars (1900-1988). 
À partir des années trente, la peinture commence à prédominer : les sujets sont dérivés de la vie urbaine et du paysage portuaire de Rotterdam. En 1933, il séjourne à Vrouwenpolder en Zélande où il rencontre Charley Toorop et Bram Hammacher. De nouveaux sujets sont abordés : la mer, les agriculteurs, les vaches et les chevaux. Chabot rejoint le Kring van beeldende kunstenaars R33 (Cercle des artistes R33) (supprimé en 1940). Après son retour de Zélande en 1934, il s'installe le long de la petite rivière de tourbe à Bergschenhoek près de Rotterdam, car Henk et To se sont éloignés de la vie urbaine. Ses œuvres d'avant la période zélandaise sont conservées dans l'atelier de la Wijnstraat, qui est repris par son frère cadet et peintre Wim Chabot. Lorsque Wim déménage son atelier au Wijnhaven en 1936, les œuvres entreposées de Henk se déplacèrent. En raison du bombardement allemand du 14 mai 1940, toutes ces œuvres et celles de Wim sont perdues. 
En 1937, De Voetballer (« Le Footballeur ») est dévoilé au Stade de Feyenoord. Il est également invité à réaliser un tableau pour la cabine du capitaine du Nieuw Amsterdam (1938), navire amiral de la Holland America Line. À cette occasion, Chabot loue spécialement un atelier où il réalise un grand paysage. 
Avant la Seconde Guerre mondiale, il expose régulièrement chez Carel van Lier dans son 'Kunstzaal van Lier' au Rokin d'Amsterdam. Chabot est dans les dernières années avant la guerre et peu de temps après, plus ou moins la figure de proue des beaux-arts néerlandais. Pendant la Seconde Guerre mondiale, en 1943, il réalise une série de tableaux aux couleurs sombres sur le thème de l'évasion : l'apogée de son travail sur la guerre. Dans les années qui suivent, la palette de couleurs devient rapidement plus claire, plus lumineuse. Chabot meurt en 1949 à Rotterdam. Le Prix Hendrik Chabot porte son nom. 
Son œuvre probablement la plus connue est le Brand van Rotterdam (Feu de Rotterdam) qu'il réalise après avoir vu de son petit chalet de la Rotte la ville en feu après le bombardement de Rotterdam par les Allemands le 14 mai 1940. Ce tableau est la propriété de la municipalité de Rotterdam mais en prêt permanent au musée Chabot.
Il meurt en 1949 à Rotterdam.

## Citation à son sujet
« Hendrik Chabot : Artiste au-delà de l'expressionnisme. S'il y a un peintre hollandais moderne qui se trouve près de Van Gogh, c'est bien Hendrik Chabot, dont le travail, écrit le critique, est dur, maladroit, tragique et… porte la marque du génie. »

## Collections publiques
Les œuvres de Henk Chabot sont dans les collections publiques de : 
- Museum de Fundatie, Zwolle
- Musée de Groningue
- Musée Boijmans Van Beuningen, Rotterdam[2].
- Musée Chabot, Rotterdam[2].
- Musée Van Abbe, Eindhoven
- Musée d'Art de La Haye
- Stedelijk Museum Amsterdam[2].
- De Wieger, Deurne (Noord-Brabant)